# Lovis Corinth
Lovis Corinth ou Franz Heinrich Louis Corinth, (Tapiau, Prússia Oriental, 21 de julho de 1858 — Zandvoort, Países Baixos, 17 de julho de 1925) foi um pintor alemão que, ao lado de Max Liebermann, Lesser Ury e Max Slevogt, foi um dos mais importantes representantes do impressionismo em seu país.
Em 1876 iniciou seus estudos na Escola de Belas Artes de Königsberg e, em 1880, em Munique com os professores Defregger e Löfftz. Passa dois anos na França onde frequenta a Academia Julian sob orientação de Bouguereau e Robert Fleury (1884 a 1886).
Volta à Alemanha, vivendo entre Berlim e Munique. A partir de 1901 fixa-se na capital. Corinth e os conceituados mestres Max Liebermann e Max Slevogt tornaram-se os principais expoentes do impressionismo alemão. Participaram também, com outros vanguardistas, do movimento denominado Secessão de Berlim, que haveria de mudar a concepção da arte germânica.
Do impressionismo, Corinth iria evoluir para a corrente expressionista, época em que foi professor da pintora brasileira Anita Malfatti.
Para os nazistas a arte de Corinth era qualificada como decadente.
Está sepultado no Südwestkirchhof Stahnsdorf.